# Tenor lírico
El tenor lírico (it.: tenore lirico, al.: lyrischer Tenor) es una matiz dentro del registro vocal de tenor. En el "Jugendlicher Heldentenor" de la clasificación alemana.
Dependiendo del repertorio, estas voces son también llamadas tenor leggiero o tenor 'rossiniano' y se asocian con las obras de Rossini, Bellini y Donizetti, aunque Mozart también las incluye, notablemente en La flauta mágica para Tamino (el papel principal) y Monóstatos.
Otros papeles incluyen los de Almaviva en El barbero de Sevilla, Ramiro en La Cenicienta y Lindoro en La italiana en Argel. Esta voz, como la soprano de coloratura, posee la facilidad para moverse en las notas más altas y la ligereza que permite ornamentaciones floridas y un fraseo vivo.
Ejemplos de tenores líricos incluyen a Gilbert Duprez, Manuel García, Giuseppe Di Stefano, Giacomo Lauri-Volpi,Fabio Lione, Gianni Raimondi, Luciano Pavarotti, Francisco Araiza, Jaime Aragall, Luis Dámaso y Plácido Domingo.
Mientras que en la escuela alemana el "lyrischer Tenor" es asociado con los papeles protagónicos de tenor, en las óperas de Mozart, en la escuela italiana, el "tenore lirico" personifica los héroes juveniles de las óperas de Giuseppe Verdi y Puccini.

## Papeles dramáticos
Roles de tenor lírico en la ópera y en operetas son:
| - Alfredo, La traviata (Verdi) - Arturo, I puritani (Bellini) - Chevalier, Diálogos de carmelitas (Poulenc) - David, Die Meistersinger von Nürnberg (Wagner) - Il Duca di Mantova, Rigoletto (Verdi) - Edgardo, Lucia di Lammermoor (Donizetti) - Elvino, La sonnambula (Bellini) - Faust, Faust (Gounod) - Fenton, Falstaff (Verdi) - Hoffmann, Los cuentos de Hoffmann (Offenbach) - Lensky, Eugenio Oneguin (Chaikovski) | - Oronte, I Lombardi alla prima crociata (Verdi) - Paris, La belle Hélène (Offenbach) - Pinkerton, Madama Butterfly (Puccini) - Rinuccio, Gianni Schicchi (Puccini) - Rodolfo, La bohème (Puccini) - Roméo, Romeo y Julieta (Gounod) - Tamino, Die Zauberflöte (Mozart) - Werther, Werther (Massenet) - Wilhelm Meister, Mignon (Thomas) - Arnold, Guillaume Tell (Rossini) |